# 김태형 (1987년생 배우)
김태형(1987년 5월 17일 ~)은 대한민국의 배우다. 2012년 노래 '처음처럼'으로 데뷔했다.

## 방송
- 마스터셰프 코리아 2 (2013) - 준우승
- 사랑은 노래를 타고 (2013) - 고민 역
- 여왕의 꽃 (2015)
- 공항 가는 길 (2016) - 케빈 오 역

## 음반
- 아이두 아이두 OST Part.5 (2012)
- 사랑은 노래를 타고 OST Part.3 (2014)

### E.D.E.N
- 광고천재 이태백 OST Part 3 (2013)
- 너희들은 포위됐다 OST (2014)
- 야경꾼 일지 OST Part.2 (2014)
- 야경꾼 일지 OST Part.3 (2014)
- 야경꾼 일지 OST (2014)